# Carebara osborni
Carebara osborni é uma espécie de inseto do gênero Carebara, pertencente à família Formicidae.